# Ernst Lienhop
Ernst Lienhop (* 22. Januar 1885 in Eschenhausen; † 26. Dezember 1970 in Detmold-Hiddesen) war ein deutscher lutherischer Theologe und Landessuperintendent für den Sprengel Verden-Hoya der Evangelisch-lutherischen Landeskirche Hannover.

## Leben
Lienhop studierte nach dem Abitur an einem Bremer Gymnasium Theologie und besuchte 1910 das Predigerseminar in Osnabrück. Am 1. Mai 1912 wurde er als Pastor der hannoverschen Landeskirche ordiniert und erhielt zunächst Stellen als Friedhofscollaborator in Hannover-Stöcken und ständiger Collaborator in Nendorf mit Sitz in Raddestorf. 1914 wurde er zweiter Pastor der deutschen lutherischen Gemeinde in Kapstadt. Schon 1915 kehrte er nach Deutschland zurück und trat eine Stelle als Pastor coop. in Salzgitter an. Nach einer kurzen Phase als Hilfsgeistlicher in Döhren mit Sitz in Laatzen erhielt er 1916 die zweite Pfarrstelle in Salzgitter. 1924 wurde er Pastor in Wilstedt. Landesbischof August Marahrens berief ihn 1936 als Landessuperintendenten auf die neugeschaffene Landessuperintendentur Verden-Hoya mit Sitz in Oiste, wo er zugleich als Pastor eingeführt wurde. Am 1. November 1953 trat Lienhop als Landessuperintendent in den Ruhestand, blieb aber bis auf weiteres mit der Versehung der Pfarrstelle in Oiste beauftragt.